# Porąbka Uszewska
Porąbka Uszewska is een dorp in de Poolse woiwodschap Klein-Polen. De plaats maakt deel uit van de gemeente Dębno (powiat brzeski) en telt 1300 inwoners.